# Occam
occam，一種并发程式語言，主要基於通信顺序进程的程式代數，以及它的許多特色而實作。它的名稱來自於奥卡姆的威廉提出的奥卡姆剃刀（Occam's razor）原則。
occam是一種類似於Pascal的指令式过程式編程語言。這個語言於1983年出現，由英國計算機科學家David May，以及Inmos公司的科學家，在東尼·霍爾提供顧問意見後，共同研發而成。

## 概述
在下列例子中，缩进和格式对于分析代码是关键性的：表达式以行结束来终止，表达式的列表需要在缩进的相同水平上。这个特征叫做越位规则，也能在其他语言比如Haskell和Python中见到。occam有指令式语言的基本要素和常规构造：变量，数据类型，表达式，条件构造IF，选择构造CASE，重复构造WHILE，作为命名进程的过程，和作为值过程的函数，过程不可以递归。
在进程之间的通信使用命名的通道完成的。通道是有类型的，定义了两个进程间的通信协议，可以作为参数传递给过程，可以建立通道的阵列。一个进程通过!向一个通道输出数据，而另一个进程用?从它输入数据。输入和输出不能进行，直到另一端已经准备好接受或提供数据。进程在不能进行的情况下，经常称呼为它阻塞在这个通道之上，它不会阻塞其他独立进程的运行。阻塞行为不会是自旋（spin）或轮询（poll），而会是其他机制如等待（wait）、挂起（hang）或让位（yield）。下举一例，其中c是变量：
```
 keyboard ? c
 screen ! c
```

occam还有对应通信顺序进程的如下构造和机制：

### 顺序
SEQ 顺序构造，介入要被顺序求值的表达式的一个列表。顺序执行不是隐含的，大多数其他语言无这种显式构造。例如：
```
 SEQ
   x := x + 1
   y := x * x
```

### 交替
ALT交替（alternation）构造，指定有守卫的命令的一个列表。守卫（guard）起源于Edsger W. Dijkstra在1976年提出的守卫命令语言，是一个布尔条件和一个输入表达式的组合（二者都是可选的）。其条件为真并且输入通道已经就绪的守卫是成功的。选择一个成功的交替者（alternative）来执行，如果没有成功者则等待；如果有多个成功，语言不明确规定会执行其中哪一个，这不同于选择构造。例如：
```
 ALT
   count1 < 100 & c1 ? data
     SEQ
       count1 := count1 + 1
       merged ! data
   count2 < 100 & c2 ? data
     SEQ
       count2 := count2 + 1
       merged ! data
   status ? request
     SEQ
       out ! count1
       out ! count2
```

它将从通道c1或c2读取数据（哪个就绪了都行）并把它传递到叫作merged的通道。如果countN达到100，从对应通道的读取将停用。在叫作状态的通道读取要求，将通过输出这些计数来回答。

### 并行
PAR 并行（parallel）构造，开始一个可以被并发（concurrent）求值的表达式的列表。并行构造可溯源至Edsger W. Dijkstra在1965年提出的“协同顺序进程”（cooperating sequential processes），例如：
```
 PAR
   p()
   q()
```

### 复制
构造SEQ IF ALT PAR，都是可以通过FOR复制的（replicated）。复制的PAR的例子：
```
 PAR
   farmer()
   PAR i = 0 FOR 4
     worker(i)
```

它产生5个并发的求值，等价于：
```
 PAR
   farmer()
   PAR
     worker(0)
     worker(1)
     worker(2)
     worker(3)
```

## 引用
1. ↑   (PDF). SGS-Thomson Microelectronics Ltd. 1995-05-12  [2020-05-05]. （原始内容存档 (PDF)于2020-08-01）. Inmos document 72 occ 45 03
2. ↑  Edsger W. Dijkstra, Guarded commands, nondeterminacy and formal derivation of programs. （页面存档备份，存于） August 1975. Communications of the ACM.
Dijkstra, Edsger W. . Prentice Hall. 1976. ISBN 978-0132158718.
3. ↑  Edsger W. Dijkstra, Cooperating sequential processes （页面存档备份，存于）.January 1965.Technical Report EWD-123.
4. ↑  Barnes, Fred; Welch, Peter. . 2006-01-14  [2006-11-24].

## 延伸阅读
- Roscoe, Andrew William; Hoare, Charles Antony Richard. . Programming Research Group, Oxford University. 1986  [2020-05-05]. （原始内容存档于2012-12-07）. Abstract. One of the attractive features of occam is the large number of memorable algebraic laws which exist relating programs. We investigate these laws and, by discovering a normal form for WHILE-free programs, show that they completely characterise the language's semantics.